# Eucereon incospicuum
Eucereon incospicuum là một loài bướm đêm thuộc phân họ Arctiinae, họ Erebidae.